# Trochidae
Trochidae Rafinesque, 1815 è una famiglia di molluschi gasteropodi appartenenti alla sottoclasse Vetigastropoda.

## Tassonomia
La famiglia Trochidae è una grande famiglia di gasteropodi morfologicamente altamente variabili. Comprende più di 600 specie che rappresentano oltre 80 generi. Nella tassonomia più recente la famiglia comprende 11 sottofamiglie:
- Sottofamiglia Alcyninae  S. T. Williams, K. M. Donald, Spencer & T. Nakano, 2010
  - Genere Alcyna A. Adams, 1860
- Sottofamiglia Cantharidinae  Gray, 1857
  - Genere Agagus Jousseaume, 1894
  - Genere Calliotrochus P. Fischer, 1879
  - Genere Calthalotia Iredale, 1929
  - Genere Cantharidoscops Galkin, 1955
  - Genere Cantharidus Montfort, 1810
  - Genere Clelandella Winckworth, 1932
  - Genere Gibbula Risso, 1826
  - Genere Iwakawatrochus  Kuroda & Habe, 1954
  - Genere Jujubinus Monterosato, 1884
  - Genere Kanekotrochus Habe, 1958
  - Genere Komaitrochus Kuroda & Iw. Taki, 1958
  - Genere Micrelenchus Finlay, 1926
  - Genere Nanula Thiele, 1924
  - Genere Odontotrochus P. Fischer, 1880
  - Genere Oxystele Philippi, 1847
  - Genere Pagodatrochus Herbert, 1989
  - Genere  † Paroxystele  O. Schultz, 1970 
  - Genere Phasianotrochus P. Fischer, 1885
  - Genere  † Phorculus  Cossmann, 1888
  - Genere Phorcus Risso, 1826
  - Genere Pictodiloma Habe, 1946
  - Genere Priotrochus P. Fischer, 1879
  - Genere Prothalotia Thiele, 1930
  - Genere Pseudotalopia Habe, 1961
  - Genere Roseaplagis Donald & Spencer, 2016
  - Genere Steromphala  Gray, 1847
  - Genere Thalotia Gray, 1847
  - Genere Tosatrochus MacNeil, 1961
- Sottofamiglia Carinotrochinae S.-Q. Zhang, J. Zhang & S.-P. Zhang, 2020
  - Genere Carinotrochus S.-Q. Zhang, J. Zhang & S.-P. Zhang, 2020
- Sottofamiglia Chrysostomatinae  S. T. Williams, K. M. Donald, Spencer & T. Nakano, 2010
  - Genere Chlorodiloma Pilsbry, 1889
  - Genere Chrysostoma Swainson, 1840
- Sottofamiglia Fossarininae   Bandel, 2009
  - Genere Broderipia Gray, 1847
  - Genere Clydonochilus P. Fischer, 1890
  - Genere Fossarina A. Adams & Angas, 1864
  - Genere Minopa Iredale, 1924
  - Genere Synaptocochlea Pilsbry, 1890
- Sottofamiglia Halistylinae Keen, 1958
  - Genere Botelloides Strand, 1928
  - Genere Charisma Hedley, 1915
  - Genere Halistylus Dall, 1890
- Sottofamiglia Kaiparathininae B. A. Marshall, 1993
  - Genere Kaiparathina Laws, 1941
- Sottofamiglia Monodontinae Gray, 1857
  - Genere Austrocochlea P. Fischer, 1885
  - Genere Diloma Philippi, 1845
  - Genere Miofractarmilla Laws, 1948
  - Genere Monodonta Lamarck, 1799
  - Genere  † Pachydontella Marwick, 1948
- Sottofamiglia Stomatellinae  Gray, 1840
  - Genere Microtis H. Adams & A. Adams, 1850
  - Genere Pseudostomatella Thiele, 1924
  - Genere Stomatella Lamarck, 1816
  - Genere Stomatia Helbling, 1779
  - Genere Stomatolina Iredale, 1937
- Sottofamiglia Trochinae Rafinesque, 1815
  - Genere Cantharidella Pilsbry, 1889
  - Genere Clanculus Montfort, 1810
  - Genere Coelotrochus P. Fischer, 1879
  - Genere Cratidentium Donald & Spencer, 2016
  - Genere Eurytrochus P. Fischer, 1879
  - Genere Infundibulum Montfort, 1810
  - Genere Isoclanculus Cotton & Godfrey, 1934
  - Genere Mesoclanculus Iredale, 1924
  - Genere Notogibbula Iredale, 1924
  - Genere Paraclanculus  Finlay, 1926
  - Genere Pulchrastele Iredale, 1929
  - Genere Rubritrochus L. Beck, 1995
  - Genere Trochus Linnaeus, 1758
- Sottofamiglia Umboniinae H. et A. Adams, 1854
  - Genere Antisolarium Finlay, 1926
  - Genere Bankivia Krauss, 1848
  - Genere Camitia H. Adams & A. Adams, 1854
  - Genere Conominolia Finlay, 1926 †
  - Genere Conotalopia Iredale, 1929
  - Genere Ethalia H. Adams & A. Adams, 1854
  - Genere Ethaliella Pilsbry, 1905
  - Genere Ethminolia Iredale, 1924
  - Genere Inkaba Herbert, 1992
  - Genere Isanda H. Adams & A. Adams, 1854
  - Genere Leiopyrga H. Adams & A. Adams, 1863
  - Genere Lirularia Dall, 1909
  - Genere Monilea Swainson, 1840
  - Genere Parminolia Iredale, 1929
  - Genere Pseudominolia Herbert, 1992
  - Genere Rossiteria Brazier, 1895
  - Genere Sericominolia Kuroda & Habe, 1954
  - Genere Umbonium Link, 1807
  - Genere Vanitrochus Iredale, 1929
  - Genere Zethalia Finlay, 1926